# Stazione di Colleranesco
La stazione di Colleranesco era una fermata ferroviaria della ferrovia Teramo-Giulianova a servizio del centro abitato di Colleranesco, frazione di Giulianova.

## Storia
La ferrovia Teramo-Giulianova fu inaugurata il 27 gennaio 1884 e all'apertura non erano presenti stazioni nell'entro terra di Giulianova, nel 1904 la Società italiana per le Strade Ferrate Meridionali, accogliendo le richieste dei cittadini, adattò il casello posto al km 4+103 a fermata ferroviaria che prese il nome di Colleranesco, operativa fino al 1954. Negli anni 2000 con l'elettrificazione della Linea e la sua trasformazione in metropolitana di superficie è tornata l'idea di ripristinare la fermata.